# Carl Wivel
Carl Christian Wivel (12. oktober 1844 i København – 10. marts 1922 i Monte Carlo) var en dansk restauratør, bror til Valdemar Wivel.

## Tidlig karriere
Han var søn af snedker Jens Christian Wivel (1802-1860) og Lovise Emilie Alvsen (1811-1858). Wivel deltog som frivillig i den 2. Slesvigske Krig, blev uddannet barber og nedsatte sig i 1872 i Holmens Kanal i sin fødeby. Men 1880 overtog han restauranten Røde Lygte i Gothersgade, og 1883 kom han til Tivoli, hvor han blev lejer af den nyopførte tårnpavillon. Indtil 1888 drev han dog stadig Røde Lygte, hvor han selv stod bag disken og frembragte frokostretterne, der var denne cafés speciale. I 1884 fik han en stor opgave, da den store lægekongres med deltagelse af bl.a. Louis Pasteur gæstede København. En af kongressens store festmiddage blev nemlig afholdt i tårnpavillonen. I udstillingsåret 1888 fik hans forretning også et stort opsving.

## Restaurant Wivel
1890 overtog han den højre af Tivolis to nye facadebygninger mod Vesterbrogade, hvor han etablerede Restaurant Wivel. I begyndelsen havde han kun rådighed over et lokale af ret små dimensioner samt to små dameværelser, men ikke længe efter fik restauranten natbevilling, og efterhånden blev alle lokalerne i facadebygningen lagt ind under den. Under gentagne ombygninger, navnlig 1912 da fløjen mod Bernstorffsgade blev tilføjet, udviklede Restaurant Wivel sig til et etablissement, der var kendt i hele kongeriget. Hans hustru var en meget væsentlig medhjælp i virksomheden.
1916 forlod Carl Wivel virksomheden og overlod den til sin kompagnon fra 1910 og nevø Anton Ludvig Pedersen (1868-1929), der var eneejer fra 1919. Efter Pedersen død overtog hans søn Frode Stauby Pedersen (1901-1967) restaurationen. 1932 blev restauranten omdannet til et aktieselskab med Frode Pedersen som direktør, og 1931 blev restaurantens navn ændret til Wivex efter en strid med Wivel-familien. I 1935 overtog Wivex restaurant Nimb, men den lukkede i 1964. Navnet levede dog videre nogle år.

## Andre foretagender
Carl Wivel var også engageret i store byggeforetagender og opførte bl.a. 1896 ejendommen Højbrohus på hjørnet af Østergade og Amagertorv. Arkitekt var Richard Bergmann, som Wivel havde lært at kende fra Tivoli. Bergmann havde sammen med Emil Blichfeldt tegnet bygningen, hvor Restaurant Wivel havde til huse.
Carl Wivel var aktiv i en række velgørende foreninger og viste megen interesse for militære spørgsmål. Fra 1911 var han formand for De danske Våbenbrødres afdeling i København. Han blev kammerråd 1905, Ridder af Dannebrog 1909 og Dannebrogsmand 1919.
Wivel blev gift 8. november 1878 i Holmens Kirke med Ulrikke Sarine (Serine) Cathrine Meyer (23. april 1854 i København - 18. juli 1927 i Snekkersten), datter af kaffe-skænker Johan Martin Theodor Meyer (ca. 1825-1877, gift 2. gang 1873 med Petrine Pauline Maria Holm, gift 1. gang med menig Fritz Vilhelm Wittrock) og Mette Cathrine Petersen (ca. 1824-1864).
Han er begravet på Solbjerg Parkkirkegård. Det Nationalhistoriske Museum på Frederiksborg Slot har et fotografi af Wivel.